# Otto-Kühne-Schule

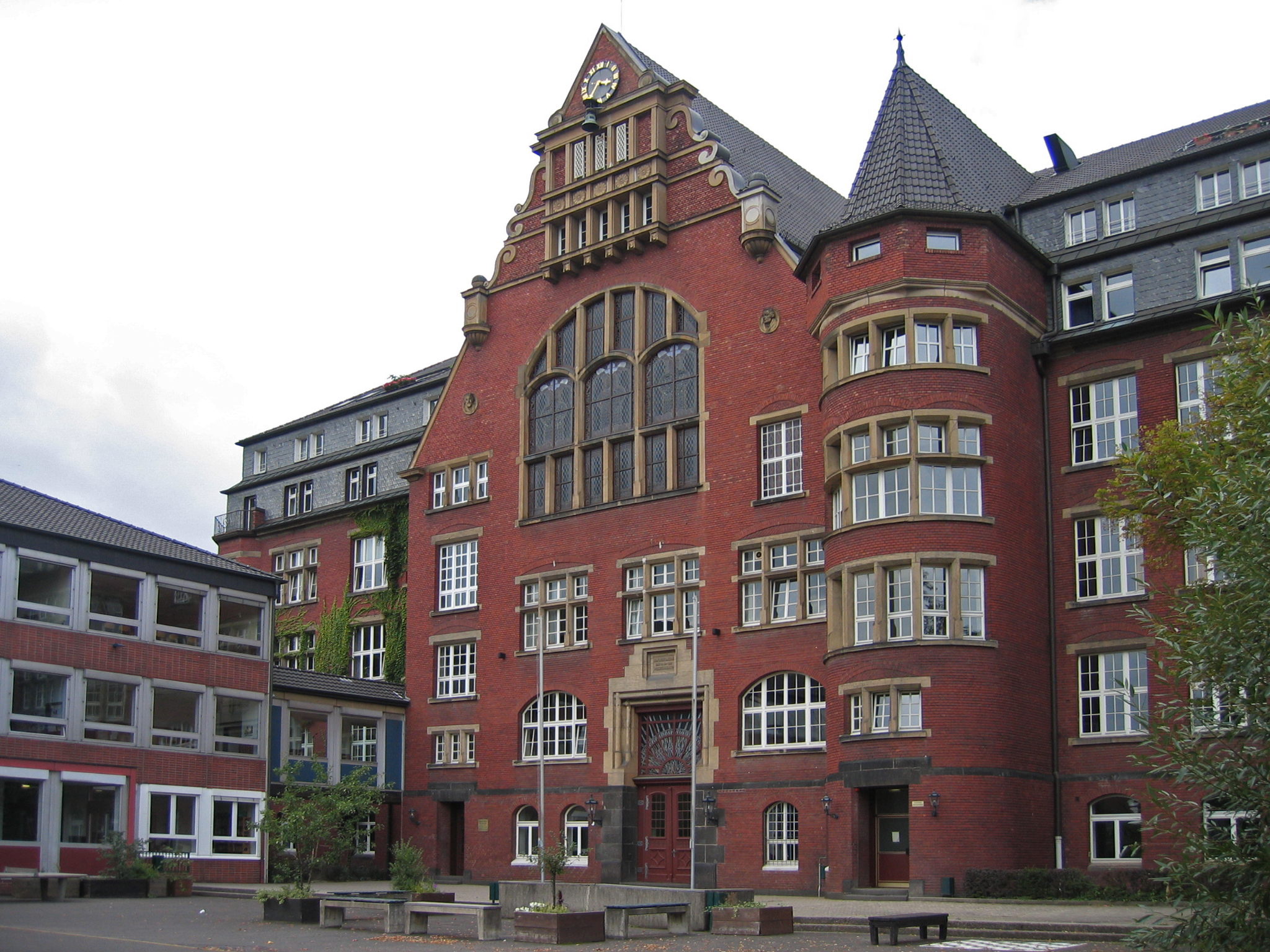
Das Hauptgebäude des Pädagogiums, nach dem Abriss des „Kleinen Schulhauses“

Die Otto-Kühne-Schule im Bonner Stadtbezirk Bad Godesberg – auch als Päda (Abkürzung für Pädagogium) bezeichnet – ist eine staatlich anerkannte private Ersatzschule und als solche einem staatlichen Gymnasium gleichgestellt. Die Schule besuchen ca. 800 Schülerinnen und Schüler, die von knapp 60 Lehrkräften unterrichtet werden. Bis zum Ende des Schuljahres 2010/11 verfügte die Schule über ein Internat.

## Geschichte

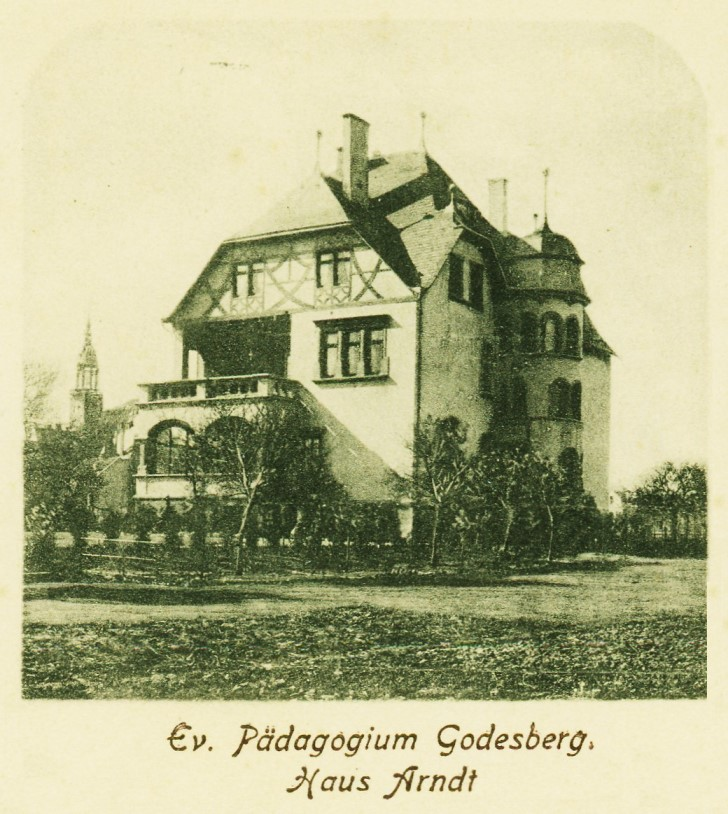
Schülerheim Haus Arndt 1905

Die Otto-Kühne-Schule wurde 1883 als evangelisches Pädagogium von Pfarrer Julius Axenfeld gegründet. 1887 wurde Professor Otto Kühne als Lehrer und Internatsleiter angestellt, wenig später übernahm er die Schule. Seitdem befindet sie sich im Besitz der Familie Kühne. Internat und Schule tragen seit 1937 den Namen Pädagogium Godesberg Otto-Kühne-Schule. Seit 1989 gehört die Otto-Kühne-Schule zwei GmbHs, deren Geschäftsführer die Urenkel von Otto Kühne sind.
Das Schulgebäude entstand von 1889 bis 1901 nach Plänen des Barmer Architekten Friedrich Schutte. Mit den Ausschachtungsarbeiten begann man im Herbst 1899, die Grundsteinlegung erfolgte am 17. März 1900 und die Einweihung am 1. August 1901. Es war damals eines der größten Gebäude von Godesberg, besaß einen hohen Turm mit Sternwarte und prägte dadurch das Ortsbild. Am Nachmittag des 9. Juli 1920 wurde sein ursprüngliches Erscheinungsbild durch einen Dachstuhlbrand stark verändert: Der Turm und die große Aula wurden zerstört. Das Gebäude wurde anschließend bis Ostern 1921 durch das Architekturbüro Willy Maß ohne Turm, in seiner jetzigen Gestalt erneuert.
2008 feierte die Otto-Kühne-Schule das 125-Jahr-Jubiläum mit einer großen Feier. Zum Ende des Schuljahres 2010/2011 wurde das letzte Internatshaus aufgegeben und geschlossen.

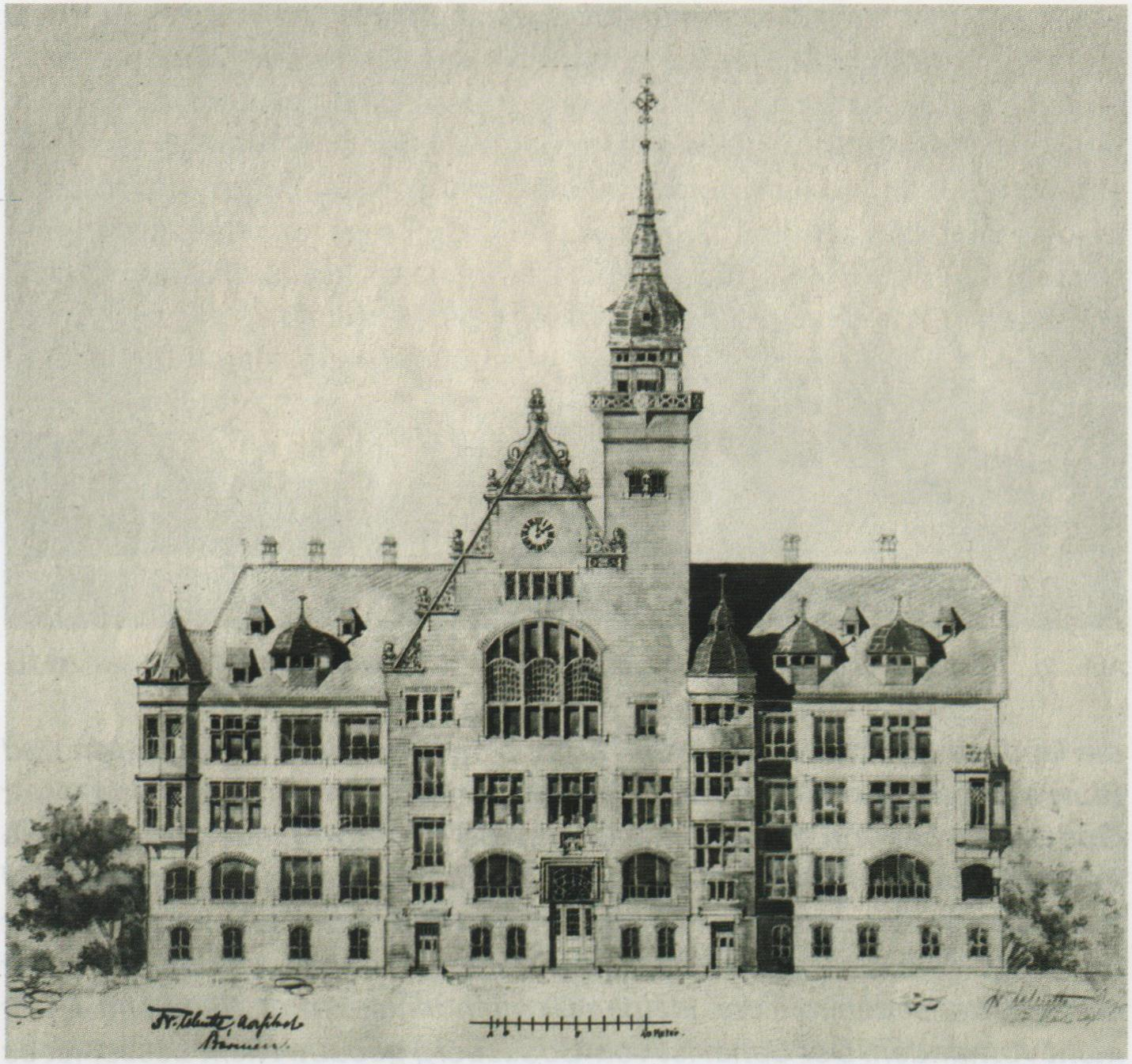
Pädagogium, Architektenzeichnung des Neubaus von 1899–1901

## Lage
Die Otto-Kühne-Schule liegt im Godesberger Ortsteil Villenviertel, vom Rhein nur durch die ehemaligen Internatshäuser und eine Parkanlage getrennt. Um den Schulhof gruppieren sich die Internatshäuser, die Turnhalle und zwei Schulgebäude. Das alte Schulgebäude, ein markanter siebenstöckiger Backsteinbau, steht seit 1983 unter Denkmalschutz.

## Besonderheiten und pädagogisches Konzept

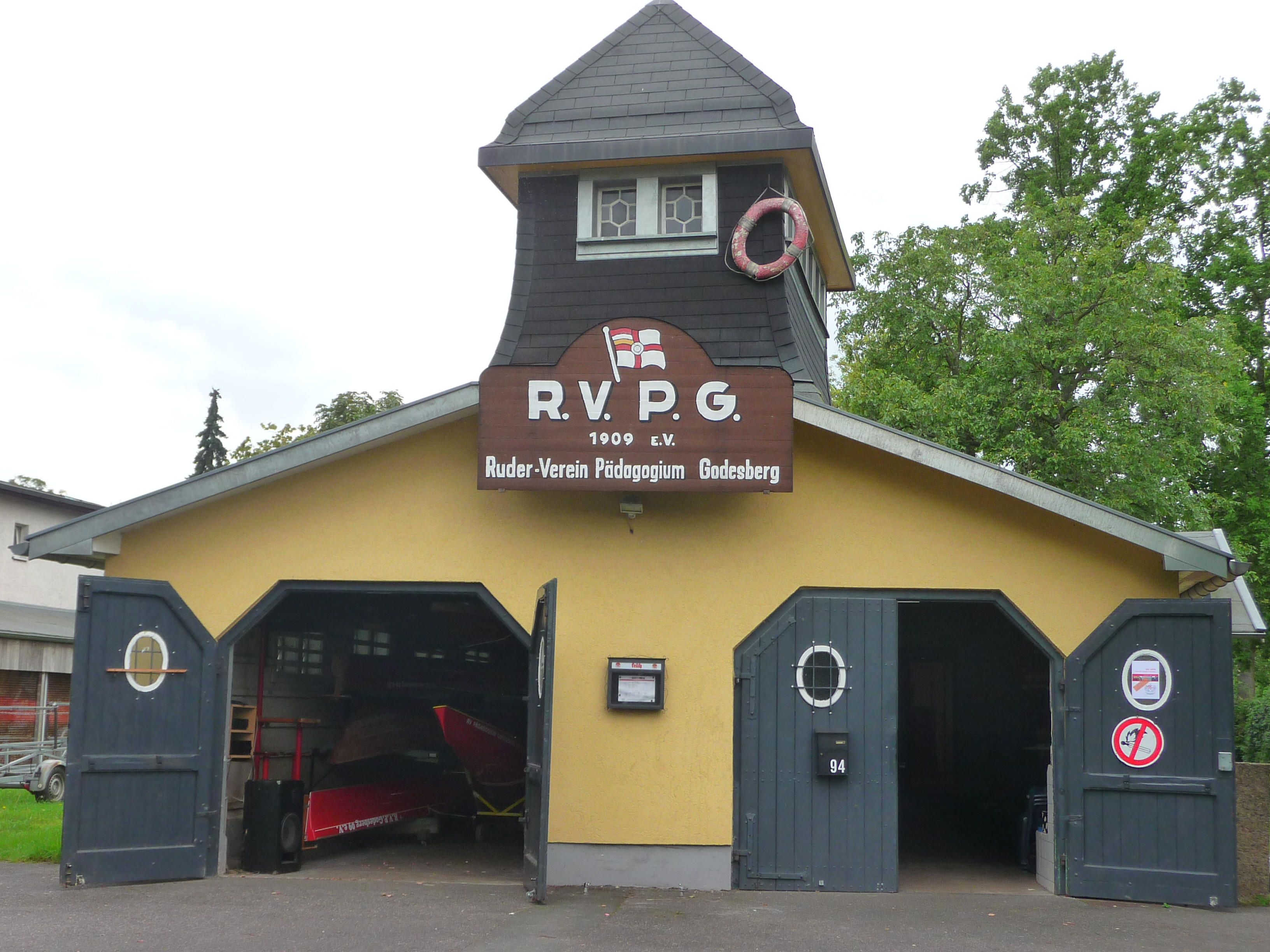
Ruderverein des Pädagogiums

Die Otto-Kühne-Schule ist eines der wenigen privaten Gymnasien in Deutschland, die sich nicht in der Trägerschaft von Kirchen, Orden oder anderen Großorganisationen befinden. Dies ermöglicht der Schulleitung eine besondere Freiheit in der Umsetzung des pädagogischen Konzepts. Bei der Auswahl der Lehrer wird besonderer Wert auf ein Engagement auch über die Unterrichtszeiten hinaus gelegt.
Zum pädagogischen Konzept gehört seit 1909 das Angebot zur Mitgliedschaft im Ruder-Verein Pädagogium Godesberg (RVPG).
1899 wurde der Verband ehemaliger Schüler des Pädagogiums zu Bad Godesberg und Herchen 1899 e. V. (V.E.S.D.E.P.), gegründet. Bis heute erscheinen regelmäßig die Vesdep-Nachrichten, die über Aktuelles aus der Schule, dem RVPG sowie über die Vesdep-Mitglieder berichten.

## Zusammenarbeit mit dem Nordsee-Pädagogium
1908 kam es zu einer Zusammenarbeit zwischen Otto Kühne und Carl Gmelin. Gmelin hatte 1898 auf Föhr das Nordseesanatorium gegründet, dem eine als reformpädagogisches Landerziehungsheim konzipierte Schule angegliedert war. Bei deren Weiterentwicklung zu einer mehr eigenständigen pädagogischen Einrichtung arbeitete Gmelin mit Kühne zusammen. In einem Werbeblatt von Anfang 1908 hieß es dazu:

„Das mit Dr. Gmelin's Nordseesanatorium verbundene, seit 9 Jahren bestehende Jugendpensionat, wird Ostern 1908 unter dem Namen: „Nordseepädagogium“ zu einer sechsklassigen Realschule, Realgymnasium und Progymnasium , nebst Vorschule, ausgebaut. – Die Schule wird in allen Stücken eingerichtet nach dem Muster des ev. Pädagogiums Godesberg, soweit nicht die gesundheitlichen Rücksichten auf die in erster Linie in Betracht kommenden kränklichen Kinder Aenderungen bedingen.
Die ärztliche Leitung liegt nach wie vor in den Händen von Dr. Gmelin, die pädagogische in Händen von Professor O. Kühne, Rektor des Godesberger Pädagogiums, oder dessen Vertreter, sodaß das Nordseepädagogium eine Filiale von Godesberg darstellt.“

In der Folge dieser Zusammenarbeit übernahm der Päda-Lehrer Emil Endemann die pädagogische Leitung des am 28. April 1908 eröffneten Nordsee-Pädagogiums, das sich rasch steigender Schülerzahlen erfreute. Ähnlich wie in Godesberg spielte auch auf Föhr der Rudersport eine wichtige Rolle.
Die Zusammenarbeit zwischen den beiden Einrichtungen dauerte allerdings nur drei Jahre. Nach „Misshelligkeiten mit Gmelin“ verließ Emil Endemann im Frühjahr 1911 das Nordsee-Pädagogium und Otto Kühne zog sich ebenfalls aus der Zusammenarbeit zurück, da.Endemanns Nachfolger „unsere Godesberger Art nicht kannte und unmöglich sich nach ihr richten konnte“.

## Trivia
- Der alte Backsteinbau diente bereits des Öfteren als Kulisse für diverse Filmproduktionen und Fotoshootings.
- Der Roman Spieltrieb von Juli Zeh, die selbst als Schülerin die Otto-Kühne-Schule besucht hat, spielt am fiktiven Ernst-Bloch-Gymnasium. Bei der Beschreibung der Schule hat sich Zeh von der Otto-Kühne-Schule inspirieren lassen. Verschiedene Figuren des Romans sind an ehemalige Lehrer der Autorin angelehnt.

## Skandale
Anfang 2011 wurde der Schulleitung bekannt, dass es 1985 und 2006 zu sexuellen Übergriffen an Jugendlichen durch einen Lehrer der Otto-Kühne-Schule gekommen war; die beschuldigte Lehrkraft quittierte daraufhin den Dienst. Aufgrund der Verjährung wurde zum ersten Missbrauch nicht mehr ermittelt, während es im Fall aus dem Jahr 2006 zur Anklage kam.
Im Jahr 2013 kam es zu einem Vorfall, bei dem ein Lehrer über mehrere Wochen pornographisches Material im Unterricht und in Gegenwart seiner Schüler angesehen hat. Der Lehrer wurde suspendiert und ein Verfahren gegen ihn wurde eingeleitet.

## Bekannte Lehrer/Erzieher
- Emil Endemann (1867–1940)
- Eberhard Dennert (1861–1942), Gründer des Keplerbundes
- Karl Mützelfeldt (1881–1955), Pfarrer und Pädagoge
- Gustav Classens (1894–1977), Dirigent
- Gero Bisanz (1935–2014), Kölner Fußballtrainer
- Michael Pappert (* 1957), Basketballnationalspieler (169 Einsätze)

## Bekannte Schüler
- Fritz Brüggemann (1876–1945), Literaturhistoriker und Germanist
- Robert Ley (1890–1945), Politiker zur Zeit des Nationalsozialismus, seit dem 16. Oktober 1912 pädagogische Hilfskraft, vom 8. November 1912 bis Ende Juli 1914 Student[15]
- Rudolf Heß (1894–1987), Stellvertreter von Adolf Hitler (Reichsminister ohne Geschäftsbereich im Kabinett Hitler)
- Richard Walther Darré (1895–1953), nationalsozialistischer Agrarpolitiker (Reichsminister im Kabinett Hitler)
- Alfred Heß (Parteifunktionär) (1897–1963), Gauleiter und führender Kopf in der Auslandsorganisation (AO) der NSDAP, Landesgruppe Ägypten
- Horst Ueberhorst (1925–2010), Sportwissenschaftler
- Wolfgang Graf Berghe von Trips (1928–1961), deutscher Rennfahrer
- Horst F. Niemeyer (1931–2007), Mathematiker
- Friedrich Wilhelm Heinrich Konstantin Prinz zu Wied (1931–2000), Unternehmer und Mäzen
- Hans Christoph von Rohr (* 1938), Industriemanager und Politiker
- Jan Turovski (1939–2025), Schriftsteller
- Florian Schneider-Esleben (1947–2020), Musiker der Gruppe Kraftwerk
- Wolf-Dieter Wichmann (* 1948), deutscher Budōlehrer
- Wilhelm Schelsky (* 1948), ehemaliger Siemens-Betriebsrat und Vorsitzender der AUB
- Hartmut Becker (* 1949), Comic-Verleger
- Franz-Peter Falke (* 1951), Unternehmer (Falke Strümpfe)
- Wolfgang Ueberhorst (1952–2017), Bildhauer
- Peter Stützer (* 1954), Journalist und Fernsehmoderator (auto motor und sport tv)
- Peter Nottmeier (* 1958), Schauspieler
- Burkhard Mohr (* 1959), Karikaturist und Bildhauer
- René Heinersdorff (* 1963), Schauspieler, Regisseur, Autor und Theaterdirektor
- Kai Hufnagel (* 1963), Schauspieler
- Jennifer Nitsch (1966–2004), Schauspielerin
- Oliver Steller (* 1967), Rezitator
- Iris Böhm (* 1967), Schauspielerin
- Sophie von Kessel (* 1968), Schauspielerin
- Andreas Döring (* 1968), Schauspieler, Regisseur, Intendant
- Ralph T. Niemeyer (* 1969), Autor
- Franjo Pooth (* 1969), Unternehmer
- Jan Henrik Stahlberg (* 1970), Schauspieler, Drehbuchautor und Regisseur
- Tamara Gräfin von Nayhauß (* 1972), Fernsehmoderatorin
- Wojtek Klemm (* 1972), Theaterregisseur
- Silke Bodenbender (* 1974), Schauspielerin, Trägerin des deutschen Fernsehpreises
- Juli Zeh (* 1974), Schriftstellerin
- Frank Thelen (* 1975), Unternehmer
- Asal Dardan (* 1978), Schriftstellerin[16]
- Florian Drechsler (* 1978), Filmeditor, Träger des deutschen Fernsehpreises 2007
- Florian Blaschke (* 1979), Journalist
- Christopher Lauer (* 1984), Politiker (Piratenpartei, SPD)
- Roland Meyer de Voltaire (* 1978), Musiker und Gründer der Band Voltaire (2003–2011), seit 2016 unter dem Künstlernamen SCHWARZ bekannt[17]